# Dagobert Friedlaender
Dagobert Friedlaender (geboren 19. Februar 1826 in Chodziesen (1879–1918: Kolmar), Provinz Posen; gestorben 27. Juni 1904 in der Villa Breitenstein in Ermatingen, Schweiz) war ein deutscher Bankier.

## Leben
Friedlaender stammte aus einem einfachen jüdischen Elternhaus und war zwischen 1846 und 1857 Buchhändler in Wollstein. Später gründete er zusammen mit seinem Bruder Wilhelm, der in Kalifornien zu Geld gekommen war, in Bromberg das Bankhaus Gebrüder Friedlaender. Dieses gewann rasch an Bedeutung. In Bromberg gehörte Friedlaender zum angesehenen Wirtschaftsbürgertum. Er gründete zahlreiche Wohlfahrtseinrichtungen und wurde zum ehrenamtlichen Stadtrat und in den Provinziallandtag gewählt. Auf Vorschlag der Stadt wurde er 1874 auf Lebenszeit ins Preußische Herrenhaus berufen. Er war eines von zwei jüdischen Mitgliedern des Hauses.
Friedlaender wurde so zum Angriffspunkt der wachsenden antisemitischen Bewegung im Deutschen Kaiserreich der 1880er Jahre. Die Angriffe gipfelten in einem Disziplinarverfahren gegen ihn. Empört wegen dieser Anschuldigungen und auch als Folge persönlicher Bedrohungen legte Friedlaender seine städtischen Ehrenämter und auch den Herrenhaussitz nieder. Er zog zunächst nach Frankfurt am Main, wo er eine Darstellung des Falles niederschrieb und drucken ließ. Dort war er zunächst erneut als Bankier tätig.
Nach dem Tod seiner Frau Laura Friedlaender geb. Oettinger führte ab 1884 seinen Haushalt die geschiedene Tochter Hedwig Maier geb. Friedlaender, die bis zu seinem Tod an seiner Seite blieb. 1891 zog er nach Ermatingen in der Schweiz, das am Bodensee nicht weit von Konstanz liegt. Dort  erwarb er die Villa Breitenstein, wo er bis zum Tod mit Tochter Hedwig lebte. Die ersten beiden Jahre 1892/93 lebten dort auch Tochter Regina und deren Mann, der Bankier, Schriftsteller und Pazifist Gustav Maier (Schriftsteller) samt Sohn Hans Wolfgang Maier. Ende 1893 verließen Gustav und Regina Maier samt Sohn Hans Wolfgang Maier die Villa Breitenstein, weil Dagobert Friedlaender verärgert auf ihre Konversion vom Judentum zur reformierten Kirche reagierte. Bis zu ihrer Heirat 1896 blieb auch Hedwigs Tochter Paula auf Breitenstein.
Söhne von Dagobert Friedlaender waren unter anderem Waldemar Friedlaender (Kaufmann in London) und der Jurist Max Friedlaender.